# Francisco Hidalgo
Francisco Hidalgo, noto anche con lo pseudonimo di Yves Roy (Cabra del Santo Cristo, 17 maggio 1929 – Parigi, 25 luglio 2009), è stato un fumettista e fotografo spagnolo. Francisco Hidalgo è nato nella provincia di Jaén in Andalusia. In particolare ha disegnato Blason d'argent, Bob Mallard e Teddy Ted. Negli anni 70 cambiò indirizzo al suo lavoro e si trasformò in un fotografo riconosciuto e pluripremiato.

## Biografia

### Disegnatore
Francisco Hidalgo ha iniziato giovanissimo a disegnare nella capitale del fumetto spagnolo, Barcellona. A 14 anni pubblica le tavole de La Secta de Tong-Khan. Ha studiato alle Beaux-Arts di Madrid, Barcellona e Parigi. Disegna per le riviste Gran Chicos (Spagna),  Chicos (Spagna) e nel 1949 crea il fumetto Doctor Niebla (Spagna) per il periodico Super Pugalcito.
Si trasferì in Francia nel 1952 e si stabilì a Parigi nel 1954. Dal 1953 al 1958 disegnò Blason d'argent per il giornale Cœurs vaillants. Nello stesso periodo ha anche disegnato Salta el Libertador per la rivista Pierrot e ha iniziato a disegnare le tavole Bob Mallard dal 1953 al 1962 per il giornale Vaillant. Ha creato Teddy Ted nel 1963 per Vaillant con lo pseudonimo di "Yves Roy", poi ha fatto le tavole di Jack de Minuit per il periodico Bayard e per Michel Fordan . Ha disegnato Éric Murat per la rivista Pilote nel 1964. Nel 1967-1968 prepara le illustrazioni di Commando per la rivista Tintin. Lavora anche per le riviste Spirou, Chouchou, Bernadette e Lisette.
Dal nº 39 del1958 al nº 10 del 1959 nella rivista italiana per ragazzi "Pioniere" vengono pubblicate sue tavole della serie Bob Mallard missione antartico tradotte in italiano.

### Fotografo
Negli anni 1960 Francisco Hidalgo abbandonò gradualmente il fumetto per la fotografia, alla quale si dedicò completamente a questa nuova professione intorno alla fine degli anni 60.
Come fotografo, Francisco Hidalgo ha acquisito fama negli anni '70 e '80 attraverso le sue foto di città, in particolare Parigi, New York, Londra, Venezia, illustrando numerose cartoline. Nel 1976 vince il premio per il miglior libro fotografico al festival di Arles, e nel 1974 l'obelisco d'oro alla fiera mondiale Photokina di Colonia. Lavora anche per Image Bank e Getty Images.È stato un pioniere nell'uso dei filtri fotografici. "Maestro del colore", creò il proprio universo attraverso i suoi prismi e immagini diffratte (Spezzate in più part), rappresentando la realtà delle città da un'angolazione quasi irreale, con personaggi e atmosfere surreali.
Morì a Parigi il 25 luglio 2009.